# Sandviken (Kramfors)
Sandviken is een plaats in de gemeente Kramfors in het landschap Ångermanland en de provincie Västernorrlands län in Zweden. De plaats heeft 160 inwoners (2005) en een oppervlakte van 106 hectare. In de plaats stond tussen 1928 en 1979 de fabriek Sandvikens sulfatfabrik.